# القلعة (الخبت)

تعديل مصدري - تعديل

القلعة هي إحدى قرى عزلة نمرة بمديرية الخبت التابعة لمحافظة المحويت، بلغ تعداد سكانها 857 نسمة حسب تعداد اليمن لعام 2004.